# Gmelina
Gmelina es un género de plantas con flores pertenecientes a la familia de las lamiáceas, anteriormente se encontraba en las verbenáceas. Comprende 58 especies.

## Etimología
Fue nombrada en honor del botánico Johann Friedrich Gmelin. 

## Especies seleccionadas
- Gmelina arborea
- Gmelina hainanensis Oliver
- Gmelina leichhardtii - Australia (Nueva Gales del Sur y Queensland)
- Gmelina lignum-vitreum Guillaumin
- Gmelina vitiensis (Seem.) A.C.Sm.